# Комароловка білоброва
Комароловка білоброва (Microbates collaris) — вид горобцеподібних птахів родини комароловкових (Polioptilidae).

## Поширення
Вид поширений в Південній Америці. Трапляється в Бразилії, Колумбії, Еквадорі, Французькій Гвіані, Гаяні, Перу, Суринамі та Венесуелі. Живе у тропічних і субтропічних дощових лісах.

## Опис
Тіло завдовжки до 11 см, вага тіла від 10 до 12 г. Верхня частина тіла темно-коричнева, щоки і надбрівна смуга білі, через око проходить чорна смуга. Нижня частина тіла біла, лише на грудяї є чорна пляма у формі півмісяця.

## Спосіб життя
Живиться комахами та іншими дрібними членистоногими. Полює на землі, часто у змішаних зграях. Чашоподібне гніздо будує з листя на нижніх гілках чагарників. У гнізді 2 білих з темними крапками яйця.

## Підвиди
- Microbates collaris paraguensis Phelps, Sr, 1946
- Microbates collaris collaris (Pelzeln, 1868)
- Microbates collaris torquatus P. L. Sclater & Salvin, 1873